# Frederick Leveson-Gower
Frederick Neville Sutherland Leveson-Gower (31 mei 1874 - 9 april 1959), was een Britse conservatieve politicus.
Leveson-Gower was een zoon van Albert Leveson-Gower, die weer een jongere zoon was van George Sutherland-Leveson-Gower, tweede hertog van Sutherland. Zijn moeder was Grace Emma, dochter van Thomas Neville Abdy. Van 1900-1906 was hij lid van het Britse Lagerhuis voor het kiesdistrict Sutherland.
Leveson-Gower trouwde met Blanche Lucie Gillard in 1916. Hij overleed in april 1959 op de leeftijd van 84 jaar.